# ミヤギフトシ
ミヤギ フトシ（1981年 - ）は日本のアーティスト。

## 経歴
沖縄県に生まれる。2006年ニューヨーク市立大学卒業。美術学士号。XYZcollective共同ディレクター。

## 展覧会
- 「現在地：未来の地図を描くために」金沢21世紀美術館、2019年[3]
- 「話しているのは誰？現代美術に潜む文学」国立新美術館、2019年[3]
- 「In Order of Appearance」miyagiya ON THE CORNER、2021年[2]
- 「American Boyfriend: Portraits and Banners」（Yutaka Kikutake Gallery、void +、2022年[2]
- 「第八次椿会:ツバキカイ 8 このあたらしい世界 2nd SEASON “QUEST”」資生堂ギャラリー、2022年[要出典]

## 作品収蔵
- 森美術館[4]

## 著書
- 『ディスタント』河出書房新社 2019年4月（小説）